# أودي ار أس2 أفانت
أودي ار أس2 أفانت (بالإنجليزية: Audi RS 2 Avant) هي سيارة من صناعة أودي أنتجت بين مارس 1994 ويوليو 1995.